# Jacques-Pierre Amette
Pour les articles homonymes, voir Amette et Clément.
Jacques-Pierre Amette est un écrivain et critique littéraire français né le 18 mai 1943 à Saint-Pierre-sur-Dives (Calvados), connu également sous le pseudonyme de Paul Clément. Il partage sa vie entre la Bretagne, Paris et Rome, trois des lieux qui inspirent sa production littéraire. Passionné de littérature de langue allemande et de cinéma, il a, entre autres, collaboré aux Dossiers du cinéma (Casterman, 1970).

## Biographie
Il fait des études de lettres à l'université de Caen.
Il journaliste au quotidien Ouest-France. Depuis 1972, il est critique littéraire au magazine Le Point.
Il remporte le Prix Goncourt en 2003 pour La Maîtresse de Brecht. En 2015, il fait partie du jury du prix Roger-Nimier.

## Œuvres

### Romans
- 1965 : Le Congé
- 1966 : Élisabeth Skerla
- 1974 : La Vie comme ça
- 1977 : Bermuda
- 1978 : La Nuit tombante
- 1981 : Jeunesse dans une ville normande
- 1981 : Exit, roman noir sous le pseudonyme de Paul Clément
- 1982 : Je tue à la campagne, roman noir sous le pseudonyme de Paul Clément
- 1985 : Enquête d'hiver
- 1992 : La Peau du monde
- 1995 : Province
- 1997 : Les Deux Léopards (Prix Contre-point 1997)
- 1999 : L'Homme du silence
- 2001 : Ma vie, son œuvre
- 2003 : La Maîtresse de Brecht (Prix Goncourt 2003)
- 2006 : Un été chez Voltaire
- 2007 : Le Lac d'or
- 2012 : Liaison romaine

### Récits
- 1970 : Un voyage en province
- 1986 : Confessions d'un enfant gâté (Prix Roger-Nimier 1986)
- 1987 : L'Après-midi
- 1991 : L'Adieu à la raison : le voyage d'Hölderlin en France ; réédité comme Le Voyage de Hölderlin en France : l'adieu à la raison
- 1994 : Stendhal : 3 juin 1819

### Nouvelles
- 1973 : Les lumières de l'Antarctique

### Théâtre
- 1970 : La Visite
- 1983 : Les Sables mouvants, spectacle d'après sa pièce radiophonique
- 1984 : Le Mal du pays
- 1984 : La Waldstein
- 1989 : Le Maître-nageur
- 1989 : Les Environs de Heilbronn
- 1991 : Après nous
- 1992 : Singe
- 1992 : Passions secrètes, crimes d'avril (Prix CIC du Théâtre 1992)
- 1993 : Appassionata
- 1997 : La Clairière
- 2005 : Le Tableau de Poussin

### Journal
- 2009 : Journal météorologique

## Récompenses
- 1982 : Prix Paul-Flat de l’Académie française pour Jeunesse dans une ville normande[4]
- 1986 : Prix Roger-Nimier pour Confessions d'un enfant gâté[5]
- 1992 : Prix CIC du Théâtre pour Passions secrètes, crimes d'avril[6],[7]
- 2003 : Prix Goncourt pour La Maîtresse de Brecht (édition dite « du Centenaire »)[8]
- 2007 : Prix littéraire Prince-Pierre-de-Monaco pour Un été chez Voltaire[9]